# Alpen-Schuppenkopf
Der Alpen-Schuppenkopf (Cephalaria alpina) ist eine Pflanzenart aus der Gattung der Schuppenköpfe (Cephalaria) in der Unterfamilie der Kardengewächse (Dipsacoideae).

## Beschreibung

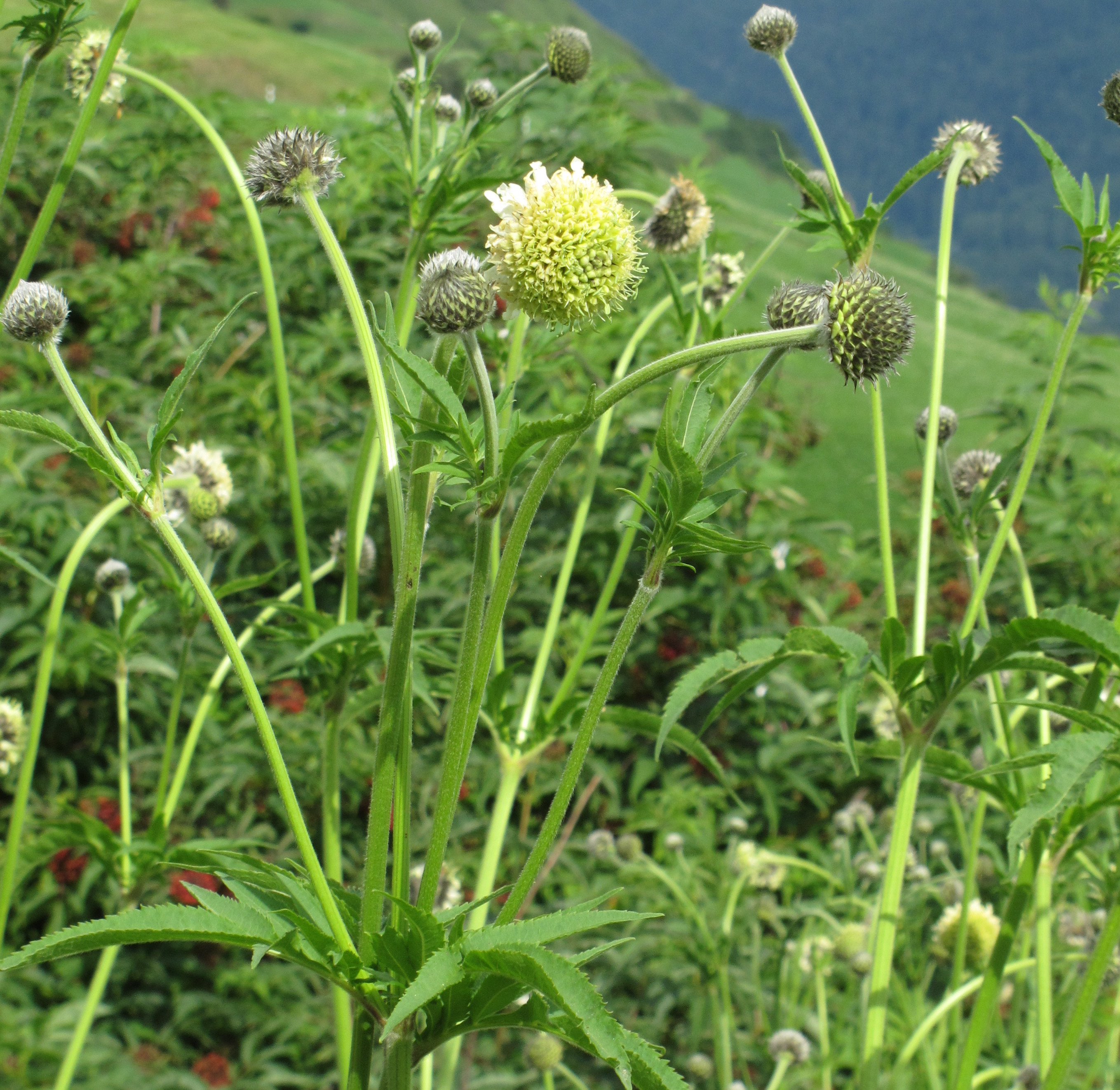
Kugelige, köpfchenförmige Blütenstände

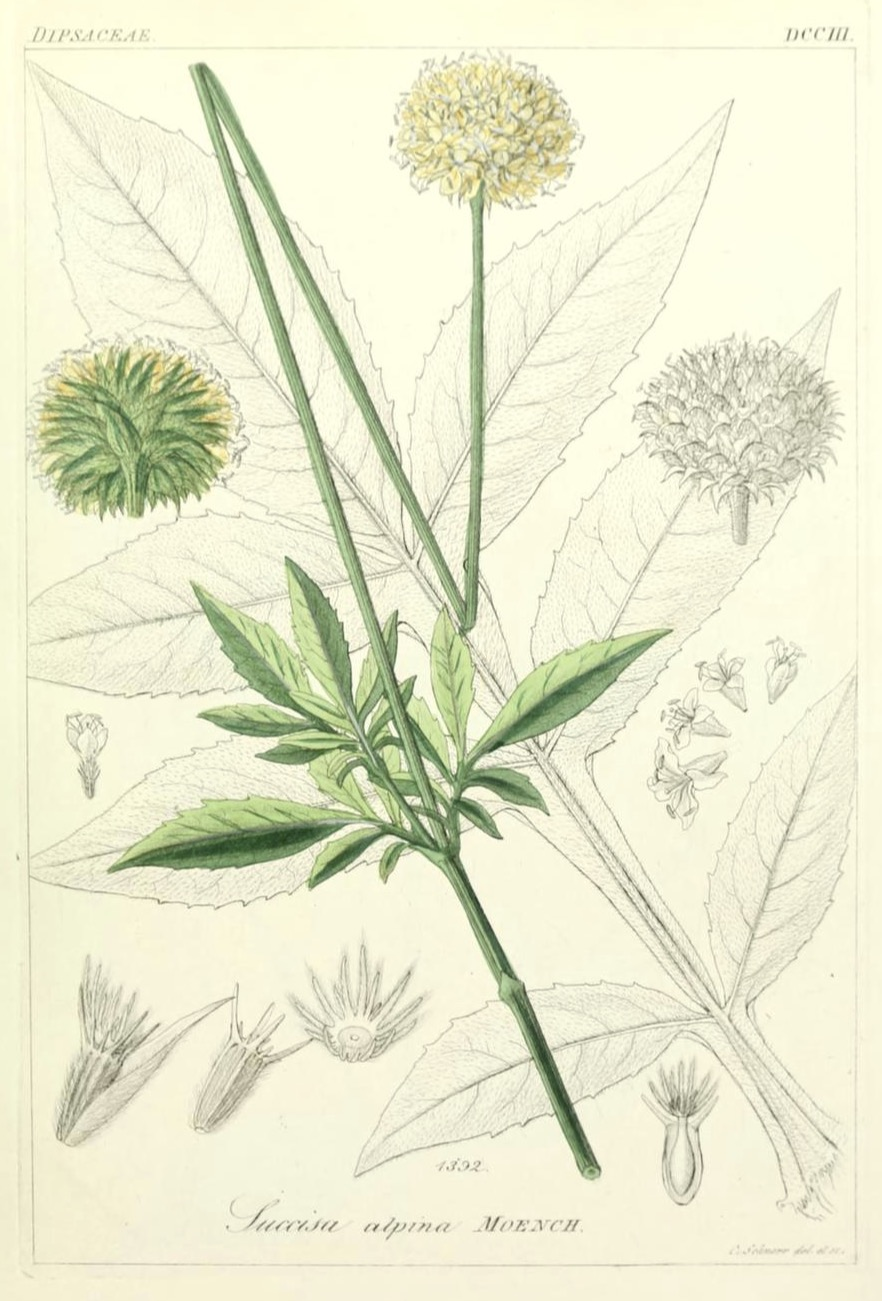
Illustration

### Vegetative Merkmale
Der Alpen-Schuppenkopf ist eine verzweigte, ausdauernde krautige Pflanze, die Wuchshöhen von 60 bis zu 100 Zentimeter erreicht. Der Stängel ist kantig und vor allem unten dicht behaart.
Bei den gegenständigen Laubblättern sind die unteren gestielt und gezähnt, die oberen fiederteilig. Sie sind besonders auf der Unterseite dicht behaart.

### Generative Merkmale
Die Blütezeit reicht von Juli bis September. Die Blüten befinden sich in einem endständigen köpfchenförmigen Blütenstand. Die kugeligen Blütenköpfchen weisen außen mehrere Reihen Hüllblätter auf. Die Hüllblätter sind 6 bis 7 Millimeter lang und 3,5 bis 4 Millimeter breit. Im Köpfchenboden befinden sich 9 bis 12 Millimeter lange und 2 bis 3 Millimeter breite Spreublätter. Hüllblätter und Spreublätter sind seidig-zottig behaart, selten kahl. Kelch und Außenkelch sind trockenhäutig und borstig. Der, aus zwei miteinander verwachsenen Vorblättern bestehende, Außenkelch besitzt acht pfriemliche, ungleich lange Zähne, vier Zähne sind etwa 1,5 Millimeter lang, die vier Zähne dazwischen sind etwa 1 Millimeter lang. Bei Fruchtreife ist der Außenkelch etwa 9 bis 12 Millimeter lang. Die zwittrige Blüte ist vierzählig. Die vier Kelchblätter sind miteinander zu einem aufwärts gebogenen Kelch verwachsen, es sind deutlich Kelchzähne zu erkennen. Die Krone ist gelblich-weiß, außen behaart und vierzipfelig. Die zwei Fruchtblätter sind zu einem unterständigen Fruchtknoten verwachsen.
Die Frucht ist vierkantig und gefurcht.
Die Chromosomenzahl beträgt 2n = 36.

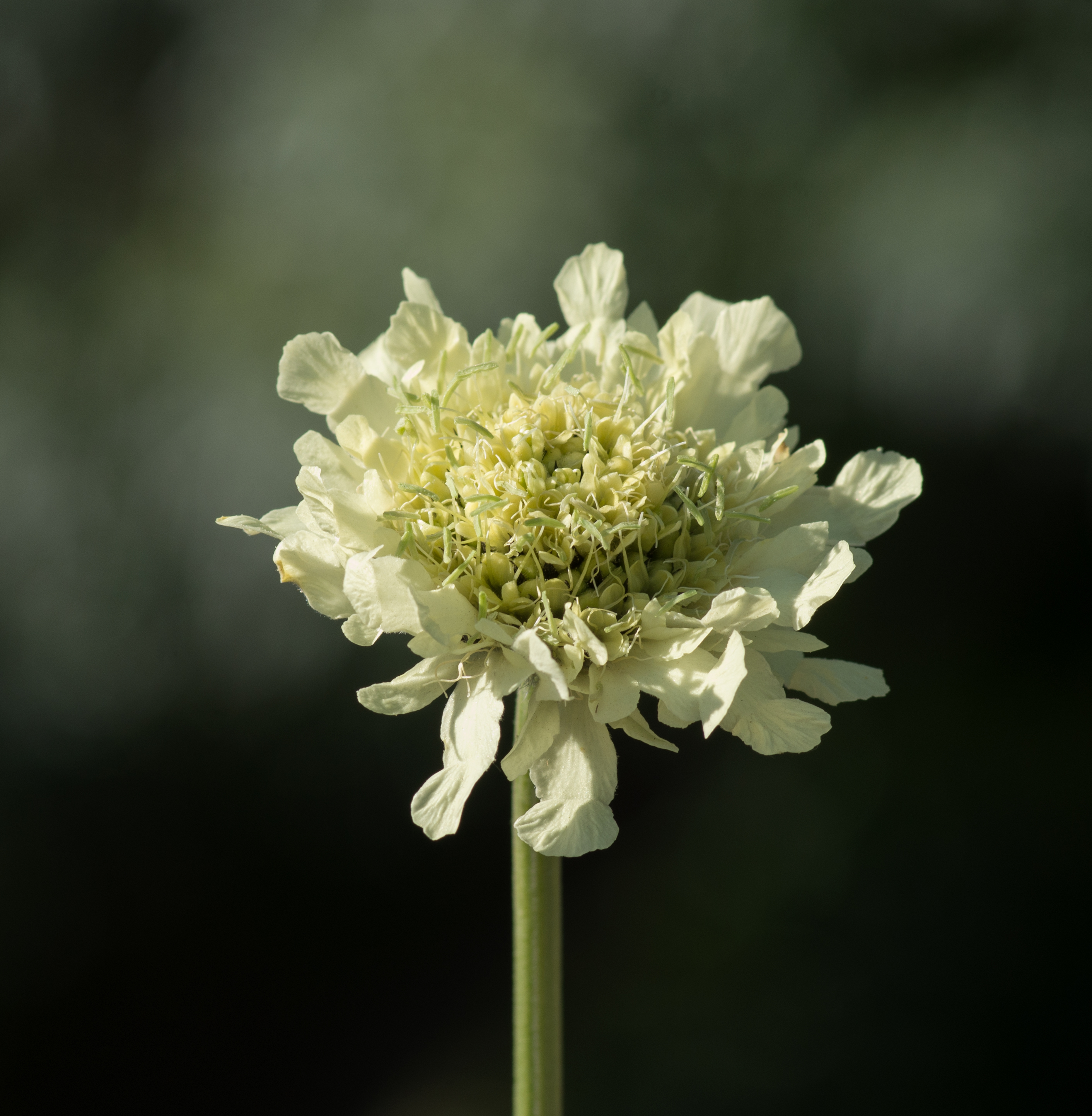
Blütenkorb
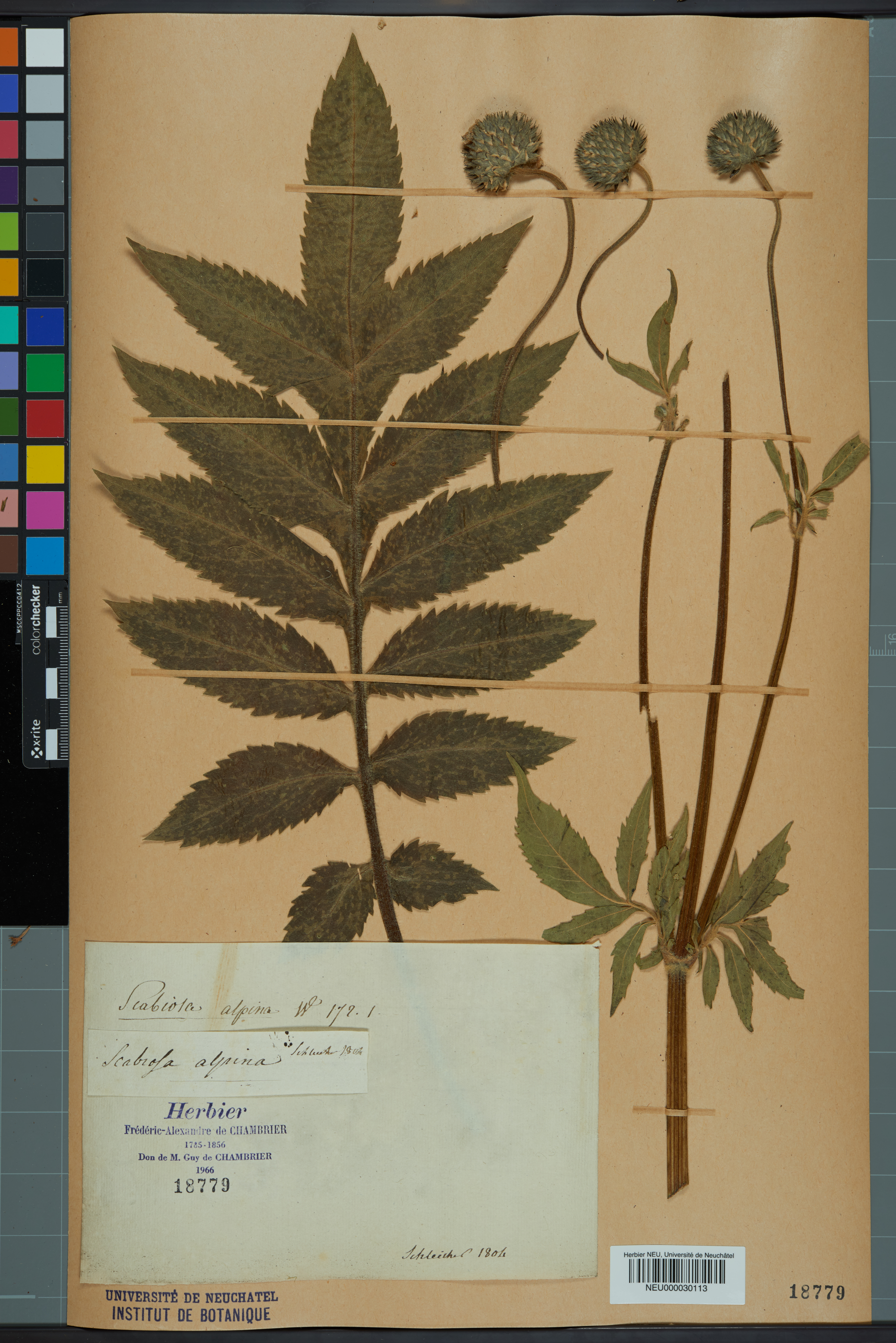
Herbarbeleg

## Vorkommen
Der Alpen-Schuppenkopf kommt in den West- und Südalpen, im Apennin und im Schweizer Jura vor. Nach Osten hin ist er bis zum Arlberg zu finden. Der Alpen-Schuppenkopf kommt ursprünglich in Österreich, der Schweiz, Frankreich, Italien und der Slowakei vor. In Deutschland fehlt diese Art. In Schweden ist sie ein Neophyt.
Standorte des Alpen-Schuppenkopfs sind nährstoffreiche Böden, Gebüsche und Schutt in Höhenlagen von 1000 bis 1500 Metern. Er wächst vorwiegend auf Kalk.